# Пятьдесят лир (монета Италии)
50 лир (итал. 50 lire) — итальянская монета, имевшая хождение в Италии с 1867 по 2001 год. За время своего 130-летнего существования её покупательная способность снизилась в десятки тысяч раз. Первые 50 лир содержали 16,12 г золота 900-й пробы. В 2002 году, когда производился обмен наличных денег на евро, 50 лир соответствовали 2,58 евроцента.

## Королевство Италия

### Правление Виктора Эммануила II
Впервые 50 лир были отчеканены во время правления короля Виктора Эммануила II. Первые монеты датированы 1864 годом, хоть и были выпущены в 1867 году в Турине. Мизерный тираж в 103 экземпляра делает их наиболее редкими среди всех монет Италии.

### Правление Умберто I
При Умберто I (1878—1900) 50 лир чеканили в 1884, 1888 и 1891 годах. Аверс монеты содержал изображение монарха, круговую надпись «UMBERTO I RE D’ITALIA», год выпуска, а также небольшой знак монетчика Филиппо Сперанца «SPERANZA» под портретом короля. В центре реверса расположен герб Савойского дома, вокруг которого находится лента ордена Аннунциаты. По бокам монеты изображены дубовая и оливковая ветви, сверху звезда. По бокам от гербам имеется обозначение номинала «L» и «50».

### Правление Виктора Эммануила III
При Викторе Эммануиле III (1900—1943) было выпущено четыре монетных типа 50 лир. Первый получил название «Aratrice». На нём изображено аллегорическое изображение сельскохозяйственной Италии в виде женщины, одной рукой держащей пучок пшеничных колосьев, другой — плуг. Особенностью монеты является отсутствие в круговой надписи на аверсе с изображением короля его титула. Первый выпуск 1910 года в оборот не попал, так как на монетном дворе были допущены ошибки, приведшие к тому, что монету отчеканили не из золота 900 пробы. В условиях золотого стандарта, когда стоимость монеты соответствовала содержащемуся в них золоту, подобный выпуск мог привести к разладу денежного обращения. Соответственно весь тираж был переплавлен. В 1912 году отчеканили 11 230 экземпляров данной монеты. В 1926 и 1927 годах, уже после отхода Италии от золотого стандарта, специально для коллекционеров выпустили 40 и 30 экземпляров 50 лир «Aratrice» соответственно.
В 1911 году тиражом 20 тысяч отчеканили памятные 50 лир в честь 50-летия основания королевства Италия. Она получила название «Cinquantenario» (рус. 50-летие). На реверсе монеты изображены мужчина и женщина, символизирующие Италию и Рим, на фоне военного парового корабля.
С началом Первой мировой войны большинство стран, в том числе и Италия, отказались от золотомонетного стандарта. 21 декабря 1927 года королевским указом № 2325 для стабилизации денежного обращения было введено новое соотношение национальной валюты к благородным металлам. 100 лир приравнивались к 7,919 г чистого золота. По новым весовым характеристикам отчеканили два монетных типа 50 лир — «Littore» (рус. Ликтор) и «Impero» (рус. Империя). Их особенностью стало наличие двух дат выпуска на реверсе: года по общепринятому григорианскому календарю и года прихода Муссолини к власти римскими цифрами. В 1936 году в честь провозглашения империи (в 1935 году Муссолини завоевал Эфиопию, после чего объявил о «втором рождении Римской империи», — король Италии получил титул императора Эфиопии) отчеканили серию памятных монет различных номиналов. На золотых 50 лирах поместили аквилу — знак легиона в древнеримской армии в виде орла. Существенного значения в денежном обращении данные монеты не имели. Выпуск 1931—1933 годов с изображением ликтора с фасциями на реверсе предназначался для международной торговли. Тип «Impero» отчеканили мизерным тиражом в 790 экземпляров, и в реальный денежный оборот он не попал.

## Итальянская республика
В Итальянской республике 50 лир стали разменной монетой, которую чеканили многомиллионными тиражами. Их выпускали с 1954 по 2001 год. С 2002 года страна перешла на евро. обмен производился по курсу 1 евро за 1936,27 лиры. Соответственно 50 лир на момент прекращения хождения соответствовали 2,5 евроцентам.
За неполные 50 лет было выпущено 3 типа монет номиналом в 50 лир. Первый и второй имеют сходное изображение — женского профиля на аверсе и древнеримского бога кузнечного ремесла Вулкана за работой на реверсе. Отличие между выпуском 1954—1989 и 1990—1995 годов заключается в их размере и весе. С 1996 по 2001 монеты стали выпускать не из акмонитала, как ранее, а из медно-никелевого сплава. Вместе с составом был видоизменён и дизайн монеты. Вместо изображения древнеримского бога на монете поместили обозначение номинала.

## Монетные типы
| Аверс | Реверс | Диаметр, мм | Вес, г    | Гурт                   | Металл                | Годы чеканки     | Тираж                    |
| ----- | ------ | ----------- | --------- | ---------------------- | --------------------- | ---------------- | ------------------------ |
|       |        | 28          | 16,12     | рифлёный               | золото 900-й пробы    | 1864 (1867)      | 103                      |
|       |        | 28          | 16,12     | рифлёный               | золото 900-й пробы    | 1884, 1888, 1891 | Суммарно — 5074          |
|       |        | 28          | 16,12     | рифлёный               | золото 900-й пробы    | 1912             | 11 230                   |
|       |        | 28          | 16,12     | рифлёный               | золото 900-й пробы    | 1911             | 20 000                   |
|       |        | 20,5        | 4,3995    | рифлёный               | золото 900-й пробы    | 1931—1933        | Суммарно — 50 694        |
|       |        | 20,5        | 4,3995    | рифлёный               | золото 900-й пробы    | 1936             | 790                      |
|       |        | 24,8        | 6,25      | рифлёный               | акмонитал             | 1954—1989        | Суммарно — 2 327 346 700 |
| 17    | 2,7    | гладкий     | 1990—1995 | Суммарно — 510 809 860 | акмонитал             |                  |                          |
|       |        | гладкий     | 19        | 4,5                    | медно-никелевый сплав | 1996—2001        | Суммарно — 185 214 000   |

## Комментарии
Тиражи монет по годам
1. ↑  Тираж 50 лир Умберто I по годам: 1884 — 2532, 1888 — 2125, 1891 — 414
2. ↑  Тираж 50 лир «Littore» по годам: 1931 IX — 19 750, 1931 X — 12 630, 1932 — 11 851, 1933 — 11 851
3. ↑  Тираж 50 лир 1954—1989 по годам: 1954 — 17 600 000, 1955 — 70 500 000, 1956 — 69 400 000, 1957 — 8 925 000, 1958 — 825 000, 1959 — 8 800 000, 1960 — 2 025 000, 1961 — 11 100 000, 1962 — 17 700 000, 1963 — 31 600 000, 1964 — 37 900 000, 1965 — 25 300 000, 1966 — 27 400 000, 1967 — 28 000 000, 1968 — 17 800 000, 1969 — 23 010 000, 1970 — 21 411 000, 1971 — 33 410 000, 1972 — 39 000 000, 1973 — 48 700 000, 1974 — 63 000 000, 1975 — 87 000 000, 1976 — 180 600 000, 1977 — 293 800 000, 1978 — 416 808 000, 1979 — 321 086 000, 1980 — 94 819 000, 1981 — 139 080 000, 1982 — 54 500 000, 1983 — 20 000 000, 1984 — 10 000 000, 1985 — 10 000 000, 1985 пруф — 20 000, 1986 — 15 000 000, 1986 пруф — 17 500, 1987 — 14 682 000, 1987 пруф — 10 000, 1988 — 20 000 000, 1988 пруф — 9000, 1989 — 26 500 000, 1989 пруф — 9200
4. ↑  Тираж 50 лир 1990—1995 по годам: 1990 — 45 500 000, 1990 пруф — 9400, 1991 — 60 000 000, 1991 пруф — 11 000, 1992 — 90 000 000, 1992 пруф — 9500, 1993 — 140 000 000, 1993 пруф — 8500, 1994 — 95 255 000, 1994 пруф — 8500, 1995 — 80 000 000, 1995 пруф — 7960
5. ↑  Тираж 50 лир 1996—2001 по годам: 1996 — 110 000 000, 1996 пруф — 8000, 1997 — 10 000 000, 1997 пруф — 8440, 1998 — 10 000 000, 1998 пруф — 9000, 1999 — 55 000 000, 1999 пруф — 8500, 2000 пруф — 8960, 2000 пруф в сетах — 61 400, 2001 пруф — 10 000, 2001 пруф в сетах — 100 000